# جائزة إيسنر
جائزة إيسنر (بالإنجليزية: Eisner Award اختصار لـ The Will Eisner Comic Industry Awards) هي جائزة تقدم للإنجازات الإبداعية في القصص المصورة الأمريكية. أحيانا يشار لها بأنها معادلة لجائزة الأوسكار بالنسبة لصناعة القصص المصورة. منحت جائزة إيسنر للمرة الأولى في سنة 1988. تم اختيار الاسم تكريما للكاتب والفنان الرائد ويل إيسنر.

## أبرز الفائزين
أفضل كاتب
- آلان مور
- نيل غيمان
- براين مايكل بنديس
- مارك ويد

أفضل فنان/كاتب
- فرانك ميلر

أفضل فنان/كاتب في مجال الفكاهة
- دون روزا

أفضل فنان/كاتب في مجال العمل الأدبي الواقعي
- جو ساكو

## وصلات خارجية
- الموقع الرسمي